# Эрнандес, Анайси
Анайси Эрнандес Сарриа (исп. Anaysi Hernández Sarriá; род. 30 августа 1981, Сьенфуэгос, Сьенфуэгос, Куба) — кубинская дзюдоистка выступающая в средней весовой категории до 70 кг. Олимпийская медалистка.

## Биография
Принимала участие в летних Олимпийских играх 2008 года в Пекине и завоевала серебряную медаль в весовой категории до 70 кг проиграв в финале японской дзюдоистке Масаэ Уэно.

## Выступления на Олимпиадах
| Олимпиада  | Дисциплина              | Место   |
| ---------- | ----------------------- | ------- |
| Афины 2004 | дзюдо, женщины до 70 кг | AC      |
| Пекин 2008 | дзюдо, женщины до 70 кг | 2 место |